# Licínia (esposa d'Asel)
Licínia (en llatí Licinia) va ser la muller de Tiberi Claudi Asel. Pertanyia a la gens Licínia, una família romana plebea. Va viure a la meitat del segle ii aC.
Va ser acusada, igual que Publícia, d'haver matat al seu marit, i van ser jutjades per un pretor que tenia seriosos dubtes sobre la seva culpabilitat. Però així i tot van ser ambdues executades per pressió dels familiars dels difunts, després d'un anomenat judicium domesticum.